# Siraha
Siraha est une ville du Népal située dans la zone de Sagarmatha et chef-lieu du district de Siraha. Au recensement de 2011, la ville comptait 28 442 habitants.